# Processo mediatico
(Leonardo Sciascia)
Processo mediatico è un'espressione della lingua italiana entrata nell'uso giornalistico e sociologico per riferirsi a una patologia della rappresentazione di eventi criminosi da parte dei mezzi di comunicazione di massa, in particolare da parte di quelli televisivi. In questi casi i mass media si assumono il ruolo di mettere in piedi percorsi extra-processuali (se non proprio para-processuali) di esaltazione ed esasperazione delle notizie di cronaca (solitamente nera, ma anche di situazioni irrisolte - come nel caso delle persone scomparse - o di questioni di cronaca di altro tipo, come possono essere fatti di gestione dell'Amministrazione pubblica) mirate spesso ad individuare una responsabilità delittuosa in capo a un determinato soggetto. 

## Destinatari e mezzo di diffusione
Soggetto da colpevolizzare che viene posto al centro dei processi mediatici e che finisce spesso per essere additato alla pubblica riprovazione, sia in relazione alla vicenda principale sia con riguardo a elementi soggettivi e di personalità o caratteriali che esulano totalmente la vicenda originante l'attenzione mediatica. Talvolta, se i toni sono particolarmente violenti o colpevolizzanti, si usa pertanto anche il termine di "linciaggio mediatico" o "gogna mediatica".
Questo processo di "invenzione" (o "fabbricazione") del colpevole molto spesso riesce a essere così convincente e suggestivo da influenzare l'opinione pubblica anche quando la soluzione del caso ha permesso di accertare i veri responsabili, e di scagionare chi è stato oggetto di accuse mediatiche. Il ruolo principale nel "processo mediatico" è ricoperto dal mezzo televisivo: sia per il maggiore favore accordatogli dagli italiani rispetto ad altri mezzi di informazione sia per la particolarità del mezzo stesso, che bene si adatta a una informazione semplificata e istantanea e a ricostruzioni virtuali e suggestive di luoghi ed eventi.
In dottrina si discute circa i legami e le influenze che si possono creare ed alimentare con le attività investigativo-giudiziarie e le strategie difensive in sede giurisdizionale.

## Fenomenologia
Da un punto di vista fenomenologico, la patologia sottesa al cosiddetto "processo mediatico" si realizza, soprattutto mediante il mezzo televisivo, attraverso la formazione di un generalizzato giudizio di colpevolezza, condiviso da una grande platea di spettatori, per effetto di un «processo celebrato sui mezzi d'informazione». Questo fenomeno della comunicazione televisiva e del giornalismo italiano emerge da una sinergia patologica che si stabilisce tra cittadini-telespettatori e mezzi di comunicazione di massa, soprattutto televisivi. È ritenuto emblematico del mutamento sociale che ha trasfigurato il volto antropologico della società italiana nei circa due decenni a cavallo del cambio di secolo.
Questo fenomeno ha stimolato riflessioni dottrinarie sulle evidenti storture che esso dispiega sul corretto accertamento della verità giudiziaria, un accertamento che, in uno stato di diritto, deve essere di esclusiva competenza di un equo processo regolato da norme, in cui accusa e difesa possano confrontarsi nel perimetro certo e garantito del complesso di regole e procedure che governano l'azione penale nell'ordinario giudizio dibattimentale.
I processi mediatici intraprendono il loro corso mantenendo "sempre meno punti di contatto con quello giuridico", emettendo "sentenze mediatiche" di condanna, o assoluzione, in tempi molto più rapidi di quelli della giustizia, con inizio il giorno stesso dell'evento criminoso arrivando a conclusione, spesso, quando il processo vero è appena alle prime battute procedurali. Le "sentenze mediatiche" sono verdetti di condanna (o assoluzione) sociale che producono immediati effetti sociali ed economici, con "conseguenze devastanti" sulla vita sociale, sul mondo degli affetti, sulla cerchia professionale del colpevole mediatico: disagio e isolamento sociale, vergogna, che possono destabilizzare perfino la salute psichica della persona. Gli esiti di tali verdetti si consolidano in "giudizi senza appello" con la sola presentazione di indizi a carico. Essi non vengono scalfiti, e diventano irreversibili, con tutte le loro conseguenze sociali, perfino quando già le risultanze dell'indagine, o quelle del successivo processo, sortiscono risultati differenti: in casi del genere, l'immaginario collettivo risulta indelebilmente segnato dalle impressioni generate nella vicenda mediatica, motivo per cui i risultati delle indagini, chiarimenti degli investigatori, risultati dei processi arrivano "mediaticamente troppo tardi" rispetto ai tempi strettissimi di cui si nutre la televisione; persino l'assoluzione in via definitiva, in certi casi, risulta inidonea ad eliminare lo stigma sociale che aveva colpito l'imputato.
Un altro profilo problematico associato al fenomeno sociale riguarda la possibilità che il "rumore" mediatico e le aspettative delle moltitudini degli spettatori televisivi finiscano per turbare la serenità della giuria popolare nei vari gradi e condizionarne l'espressione del giudizio.

## Storia del processo mediatico in Italia
Dalla prima diffusione dei mass media, essi hanno avuto parte nei processi pubblici, ma fu con l'avvento della televisione che si sviluppò tale tipo di effetto.
Un primo esempio di questa fenomenologia, in Italia, fu il processo contro Pietro Valpreda, l'anarchico accusato e assolto per la strage di piazza Fontana e soggetto nel 1969 di un forte linciaggio mediatico; ma fu dagli anni '90 che si diffuse particolarmente il fenomeno, talvolta con imputati invitati (se in libertà) in televisione a processo in corso. Taluni invece retrodatano il primo processo mediatico moderno al caso Montesi (1953), in cui fu coinvolto e poi assolto Piero Piccioni, musicista e figlio del politico Attilio Piccioni.
Il giudice Ferdinando Imposimato, parlando del caso Marta Russo (e della condanna di Giovanni Scattone e Salvatore Ferraro) e di altri casi, analizzò due diversi atteggiamenti della stampa. In certi casi ci fu un "silenzio della stampa", che ha favorito una certa tolleranza del potere giudiziario verso alcune irregolarità diffuse; in altri casi ci fu molto clamore, spesso di tono colpevolista. Secondo il magistrato la maggioranza dei processi mediatici generano errori giudiziari. In tal modo il giornalista diventa complice: quello che accade e che si scrive nei primi giorni diviene spesso determinante l'opinione pubblica né quella dei giudici popolari, che si rifanno alla prima impressione, adeguandosi alla tesi dell'accusa. A causa del "libero convincimento del giudice", una campagna di stampa colpevolista può avere effetti irreversibili ai fini di un'ingiusta condanna. Nel caso citato, benché la sentenza di condanna per colpa abbia escluso il dolo, la prima ricostruzione (un omicidio effettuato per gioco o per realizzare il delitto perfetto") rimase legata al caso nella mente di parte dell'opinione pubblica, a causa di una campagna stampa aggressiva e accondiscendente verso le tesi degli investigatori e dei pubblici ministeri, i quali si avvalsero spesso dello strumento della querela per difendere il loro teorema giudiziario.
La maggioranza dei processi mediatici con impostazione colpevolista, da parte dei mass media, si è infatti conclusa, a differenza di altri casi giudiziari, con la condanna dei principali imputati. Una delle poche eccezioni è considerato il processo per l'omicidio di Meredith Kercher, in cui due imputati su tre (Raffaele Sollecito e Amanda Knox) vennero assolti dopo un lungo e travagliato iter giudiziario, nonostante l'iniziale impostazione mediatica volta a colpevolizzare i due giovani come esponenti della "gioventù bruciata", e persino ad attaccare in maniera pesante il giudice di secondo grado, che aveva pronunciato la prima sentenza di assoluzione.
Questo fa sì che sia, tranne il caso in cui l'imputato goda di appoggi nel mondo culturale o di aiuti finanziari, molto arduo ribaltare la percezione mediatica e giudiziaria colpevolista, e riabilitare una reputazione distrutta, perfino in caso di assoluzione piena.
Secondo lo scrittore noir Massimo Carlotto (coinvolto negli anni '70, '80 e '90 in un processo mediatico) è stato il delitto di Garlasco (2007), il primo processo in cui ci furono anche dei sondaggi per "decidere" l'innocenza o la colpevolezza dell'imputato, che ha segnato negativamente il culmine e la svolta di quelle che ha chiamato "attrazioni criminali nella fabbrica del consenso", che distrarrebbero il telespettatore medio dai grandi crimini di stampo mafioso e contribuirebbero a diminuire il garantismo e lo stato di diritto.